# Distrito electoral local 12 de Chihuahua
El Distrito electoral local 12 de Chihuahua es uno de los 22 Distritos Electorales en los que se encuentra dividido el territorio del estado de Chihuahua y uno de los 5 en los que se divide la ciudad de Chihuahua. Su cabecera es la ciudad de Chihuahua.
Desde el proceso de redistritación de 2022 está formado por la zona norte de la ciudad de Chihuahua.

## Distritaciones anteriores

### Distritación de 1968
En ese entonces tuvo su cabecera en Uruachi, y era conformado por los municipios de Bocoyna, Chínipas, Guzapares, Maguarichi, Moris, Ocampo y Uruachi.

### Distritación de 1989
En la distritación de 1989 este distrito continuó teniendo su cabecera en Uruachi, abarcando los municipios de Bocoyna, Chínipas, Guzapares, Maguarichi, Moris, Ocampo y Uruachi.

### Distritación de 1995
Para 1995 el distrito pasó a tener su cabecera en Nuevo Casas Grandes, abarcando los municipios de Ascensión, Buenaventura, Casas Grandes, Galeana, Janos, Madera y Nuevo Casas Grandes.

### Distritación de 1997
En 1997 pasó a tener su cabecera en Santa Bárbara, abarcando los municipios de Carichí, Cusihuiriachi, Dr. Belisario Domínguez, General Trías, Gran Morelos, Huejotitán, Matamoros, Nonoava, Riva Palacio, Rosario, San Francisco de Borja, San Francisco del Oro, Santa Bárbara, Satevó, El Tule y Valle de Zaragoza.

### Distritación de 2012
Para 2013 el distrito pasó a tener cabecera en la ciudad de Camargo y abarcando los municipios de Camargo, Coronado, La Cruz, Jiménez, López, San Francisco de Conchos y Saucillo.

### Distritación de 2015
Entre 2015 y 2022, el distrito 12 abarcó la zona norte del Municipio de Chihuahua, teniendo cabecera en Chihuahua.

## Diputados por el distrito
| Diputado                         | Grupo parlamentario | Legislatura | Periodo     | Cabecera distrital Según cada distritación |
| -------------------------------- | ------------------- | ----------- | ----------- | ------------------------------------------ |
| Margarita Campos Maldonado       |                     | XLIX        | 1968 - 1971 | Uruachi                                    |
| Samuel I. Valenzuela             |                     | L           | 1971 - 1974 | Uruachi                                    |
| Jacinto Gómez Pasillas           |                     | LI          | 1974 - 1977 | Uruachi                                    |
| Salvador Núñez Quezada           |                     | LII         | 1977 - 1980 | Uruachi                                    |
| Oscar Adolfo Martínez Velderrain |                     | LIII        | 1980 - 1983 | Uruachi                                    |
| José Víctor Aguilar Arista       |                     | LIV         | 1983 - 1986 | Uruachi                                    |
| Jorge Esteban Sandoval Ochoa     |                     | LV          | 1986 - 1989 | Uruachi                                    |
| Guadalupe González González      |                     | LVI         | 1989 - 1992 | Uruachi                                    |
| Humberto Amador Morales          |                     | LVII        | 1992 - 1995 | Uruachi                                    |
| Hortencia Enríquez Ortega        |                     | LVIII       | 1995 - 1998 | Nuevo Casas Grandes                        |
| Dominga Domínguez García         |                     | LIX         | 1998 - 2001 | Santa Bárbara                              |
| Arturo Huerta Luévano            |                     | LX          | 2001 - 2004 | Santa Bárbara                              |
| Leticia Ledesma Arrollo          |                     | LXI         | 2004 - 2007 | Santa Bárbara                              |
| Manuela Hernández Colomo         |                     | LXII        | 2007 - 2010 | Santa Bárbara                              |
| David Balderrama Quintana        |                     | LXIII       | 2010 - 2013 | Santa Bárbara                              |
| Amelia Cázares Esparza           |                     | LXIII       | 2013        | Santa Bárbara                              |
| Francisco Caro Velo              |                     | LXIV        | 2013 - 2016 | Camargo                                    |
| Fernando Saúl Montaño Perea      |                     | LXIV        | 2016        | Camargo                                    |
| Francisco Caro Velo              |                     | LXIV        | 2016        | Camargo                                    |
| Nadia Siqueiros Loera            |                     | LXV         | 2016 - 2018 | Chihuahua                                  |
| Georgina Bujanda Ríos            |                     | LXVI        | 2018 - 2021 | Chihuahua                                  |
| Georgina Bujanda Ríos            |                     | LXVII       | 2021 - 2022 | Chihuahua                                  |
| Margarita Blackaller Prieto      |                     | LXVII       | 2022 - 2023 | Chihuahua                                  |
| Georgina Bujanda Ríos            |                     | LXVII       | 2021 - 2022 | Chihuahua                                  |

## Resultados Electorales

### 2016
|  | 48.44 % |

|  | 18.49 % |

|  | 1.95 % |

|  | 4.88 % |

|  | 1.38 % |

|  | 4.66 % |

|  | 4.98 % |

|  | 5.30 % |

|  | 5.29 % |

|  | 0.33 % |

|  | 4.29 % |

|  | 100.00 % |

### 2013
|  | 35.01 % |

|  | 53.57 % |

|  | 3.17 % |

|  | 3.31 % |

|  | 2.60 % |

|  | 0.03 % |

|  | 2.31 % |

|  | 100.00 % |

### 2010
|  | 37.81 % |

|  | 46.44 % |

|  | 3.58 % |

|  | 3.00 % |

|  | 0.89 % |

|  | 0.50 % |

|  | 2.26 % |

|  | 0.06 % |

|  | 5.45 % |

|  | 100.00 % |

### 2007
|  | 29.82 % |

|  | 51.67 % |

|  | 11.68 % |

|  | 0.88 % |

|  | 2.14 % |

|  | 0.00 % |

|  | 0.04 % |

|  | 3.78 % |

|  | 100.00 % |

### 2004
|  | 38.87 % |

|  | 57.63 % |

|  | 0.00 % |

|  | 3.49 % |

|  | 100.00 % |

### 2001
|  | 39.16 % |

|  | 52.41 % |

|  | 2.90 % |

|  | 0.23 % |

|  | 0.40 % |

|  | 1.27 % |

|  | 0.00 % |

|  | 0.00 % |

|  | 0.01 % |

|  | 3.63 % |

|  | 100.00 % |

### 1998
|  | 36.55 % |

|  | 55.73 % |

|  | 3.82 % |

|  | 0.23 % |

|  | 0.23 % |

|  | 0.00 % |

|  | 0.00 % |

|  | 0.01 % |

|  | 3.44 % |

|  | 100.00 % |

### 1995
|  | 38.45 % |

|  | 41.94 % |

|  | 13.61 % |

|  | 1.04 % |

|  | 4.77 % |

|  | 0.19 % |

|  | 0.00 % |

|  | 0.00 % |

|  | 0.00 % |

|  | 0.00 % |

|  | 100.00 % |

### 1992
|  | 14.26 % |

|  | 72.32 % |

|  | 0.47 % |

|  | 7.20 % |

|  | 0.55 % |

|  | 0.22 % |

|  | 0.99 % |

|  | 0.00 % |

|  | 0.00 % |

|  | 0.01 % |

|  | 3.98 % |

|  | 100.00 % |

### 1989
|  | 2.41 % |

|  | 94.42 % |

|  | 0.10 % |

|  | 0.15 % |

|  | 1.29 % |

|  | 0.54 % |

|  | 0.00 % |

|  | 0.00 % |

|  | 0.00 % |

|  | 1.09 % |

|  | 100.00 % |

### 1986
|  | 3.46 % |

|  | 91.15 % |

|  | 0.04 % |

|  | 3.32 % |

|  | 0.04 % |

|  | 1.51 % |

|  | 0.37 % |

|  | 0.10 % |

|  | 0.00 % |

### 1983
|  | 0.71 % |

|  | 86.86 % |

|  | 5.56 % |

|  | 0.13 % |

|  | 1.54 % |

|  | 3.37 % |

|  | 0.00 % |

|  | 0.00 % |

|  | 1.84 % |

|  | 100.00 % |

### 1980
|  | 0.00 % |

|  | 92.45 % |

|  | 0.00 % |

|  | 0.00 % |

|  | 0.00 % |

|  | 0.00 % |

|  | 7.55 % |

|  | 0.00 % |

|  | 0.00 % |

|  | 100.00 % |